# Lago Caro
El lago Caro es un cuerpo de agua superficial ubicado al suroeste de Coyhaique en la Región de Aysén.

## Ubicación y descripción
El río Blanco (Oeste) drena en su trayecto las aguas de una docena de lagos, casi todos ellos de forma alargada, quizás por su origen glacial. El primero de ellos es el lago Azul, y luego siguen el lago La Paloma, la laguna Desierta y el lago Caro, que es el origen del río Blanco. El Caro recibe también las aguas del lago Elizalde que a su vez recibe el desagüe del lago Atravesado.: 538- 

## Hidrografía
Según el mapa del IGM, recibe las aguas del río Desagüe.

## Historia
Luis Risopatrón lo describe en su Diccionario Jeográfico de Chile (1924):: 147 
Caro (Lago). Se encuentra a unos 170 m de altitud, al W del lago Elizalde i desagua por el NW al río Cóndor, del Blanco, del Aisen; del apellido del injeniero de la comisión de límites, señor Víctor Caro T., quien esploro esta rejiones en 1902.

## Población, economía y ecología
SERNATUR lo describe como:: 13 
Lago de origen glaciar, es el último del sistema lacustre dando origen al río Blanco que forma parte como tributario de la cuenca del río Aysén. Este lago es relativamente pequeño, aproximadamente 13,15 km²., sus aguas son de color verde turquesa y presenta condiciones excepcionales para la pesca recreativa en la modalidad embarcado. Su atractivo radica en la calidad de sus aguas, el atractivo entorno que lo rodea y su relativa cercanía a la ciudad de Coyhaique.